# Draft 7
Draft 7 este un film românesc din 2011 regizat de Luiza Pârvu. Rolurile principale au fost interpretate de actorii Olimpia Melinte, Eduard Jighirgiu.

## Distribuție
Distribuția filmului este alcătuită din:
- Olimpia Melinte — Olimpia/ Ina
- Eduard Jighirgiu